# Biển Molucca
Biển Molucca hay biển Maluku là một biển nằm ở miền tây Thái Bình Dương, trong phạm vi lãnh thổ quốc đảo Indonesia.
Các đảo tiếp giáp với biển Molucca là các đảo thuộc Indonesia như Halmahera ở phía đông, Celebes (tức Sulawesi) ở phía tây, nhóm các đảo Sula như Ceram, Buru v.v ở phía nam.
Với tổng diện tích bề mặt là khoảng 200.000 km² (77.000 dặm vuông), biển Molucca hợp nhất với biển Ceram ở phía đông nam, với biển Banda ở phía nam và hòa vào khu vực biển cả của Thái Bình Dương thông qua eo biển Molucca rộng 240 km (150 dặm Anh) ở phía đông bắc. Đáy biển chia làm 3 khu vực chạy theo chiều bắc-nam, có tác dụng dẫn nước từ vùng biển thẳm Thái Bình Dương vào các biển nhỏ hơn (biển nội địa Australasia) để sang Ấn Độ Dương. Phần phía tây nhất là vùng lõm (máng) Sangir nối vịnh Mindanao ở phía bắc với vịnh Gorontalo ở phía nam. Vùng trung tâm là một sống đại dương rộng được viền bằng đường đẳng sâu 2.000 m, với các đảo Talaud và Miangas ở phía bắc. Vùng phía đông là một chuỗi các vùng sụt lún và bồn địa. Điểm sâu nhất của biển Molucca là 4.810 m (15.780 ft) tại bồn địa Batjan (Bacan).
Khu vực này của Thái Bình Dương thường hứng chịu các trận động đất do cong vênh lớp vỏ Trái Đất gây ra từ hoạt động kiến tạo địa tầng.

## Dòng chảy
Các dòng chảy sâu qua biển Molucca bao gồm một luồng chảy sâu từ Thái Bình Dương qua máng Sangir vào biển Selebes, trong khi nhánh sâu kia có dòng chảy qua bồn địa Morotai và thoát ra qua bồn địa Gorontalo ở phía nam Sulawesi cũng như qua eo biển Lifamatola vào hai biển Banda và Ceram. Độ mặn bề mặt có dung sai tối đa 0,3 ‰ từ độ mặn trung bình năm là 34,0 ‰, mặc dù các độ mặn cao hơn đã được ghi nhận tại hai đầu cực bắc và cực nam vào giai đoạn cuối năm. Nhiệt độ nước bề mặt dao động từ 28,3 °C trong tháng 6 tới 27,0 °C trong tháng 1.
Gió mùa là nguyên nhân chính tạo ra sự luân chuyển nước bề mặt, thay đổi chậm về hướng từ đông bắc tới bắc-tây bắc trong mùa hè vùng gần xích đạo và nói chung sẽ đổi hướng trong các tháng mùa đông. Như thế một hải lưu chảy chậm theo hướng tây nam dọc theo rìa phía đông của biển cùng với một dòng chảy theo hướng bắc với cường độ tương tự ở nửa phía tây trong các tháng mùa đông. Dòng chảy theo hướng bắc được duy trì quanh năm, ngoại trừ ở đoạn phía bắc nơi dòng chảy trực tiếp theo hướng đông-đông nam diễn ra trong các tháng mùa hè.